# Rypelyng
Rypelyng (Dryas) (også kaldet: Fjeldsimmer) er en planteslægt, der er udbredt cirkumpolart, dvs. i et område rundt om Nordpolen, og i Nordamerika. Det er krybende og rodslående dværgbuske med vintergrønne, lappede og blanke blade. Blomsten er stor og 8-tallig. Her omtales kun de arter og den hybrid, som er vildtvoksende og dyrket i Danmark.
| Beskrevne arter |

- Almindelig Rypelyng (Dryas octopetala)
- Grønlandsk Fjeldsimmer (Dryas integrifolia)

| Hybrider |

- Dryas x suendermanni

| Andre arter |

| - Dryas ajanensis - Dryas alaskensis - Dryas babingtoniana - Dryas caucasica - Dryas chamissonis - Dryas crenata - Dryas crenulata - Dryas dasypetala - Dryas drummondii - Dryas eriopoda - Dryas grandiformis - Dryas grandis - Dryas henricae - Dryas hookeriana - Dryas incarescens - Dryas incisa - Dryas intermedia - Dryas kamtschatica | - Dryas lepida - Dryas lewinii - Dryas montana - Dryas nervosa - Dryas oxyodonta - Dryas pentapetala - Dryas punctata - Dryas renulata - Dryas subincisa - Dryas sumneviczii - Dryas sylvatica - Dryas tenella - Dryas tomentosa - Dryas tschonoskii - Dryas vagans - Dryas viscosa - Dryas wyssiana |